# Mălăești
Mălăești falu Romániában, Maros megyében.

## Története
Mezőceked község része. A trianoni békeszerződésig Torda-Aranyos vármegye Marosludasi járásához tartozott.

## Népessége
2002-ben 5 lakosa volt, ebből 4 román és 1 magyar nemzetiségű. 2011-re elnéptelenedett.